# Lambert Leclézio
Lambert Leclézio (geboren am 5. Mai 1997 auf Mauritius) ist ein mauritischer und französischer Voltigierer. Er ist mehrfacher Welt- und Europameister im Herren-Einzel. Nach den Weltmeisterschaften 2022 im dänischen Herning, wo er zum vierten Mal Gold im Einzelwettbewerb der Herren gewann, verkündete er seinen Rücktritt vom Wettkampfsport.

## Werdegang
Leclézio begann im Alter von 11 Jahren auf Mauritius mit dem Voltigieren und trat in Wettkämpfen zunächst für Mauritius an. 2016 holte er im französischen Le Mans die erste Goldmedaille im Voltigieren für Mauritius und wurde vom Mauritius Sports Council zum Sportler des Jahres ernannt. Im gleichen Jahr nahm er die französische Staatsbürgerschaft an und trat ab da für Frankreich an.

## Erfolge

### Weltmeisterschaften (Einzel)
- 2014: 6. Platz[4]
- 2015: Bronze (Junioren)[3]
- 2016: Gold[3]
- 2018: Gold
- 2021: Gold
- 2022: Gold[5][6]

### Europameisterschaften
- 2011: 16. Platz (Einzel, Junioren)[7]
- 2012: 6. Platz (Einzel, Junioren)[8]
- 2019: Gold (Einzel)
- 2022: Silber (Team)[9]

### Weitere
- 2019 Nationenpreis, Ermelo: Gold[10][11]
- 2022 Nationenpreis, Herning: Gold[12]
- 2022 CHIO Aachen: 1. Platz[13]
- 2022 Weltcup Leipzig: Silber[14]

## Pferde und Longenführer
- Timothy, Roos Hanemaaijer-Slottje (2011–2015)
- Quiece d’Aunis, Sandra Tronchet (2016)
- Poivre Vert, Francois Athimon (2018)
- Aroc, Corinne Bosshard (2019)
- Estado IFCE, Loic Devedu (2021, 2022)

## Verbandsarbeit
Leclézio wurde für die Amtszeit von 2022 bis 2026 zum Athletenvertreter für Voltigieren der Fédération Équestre Internationale (FEI) gewählt. Er ist Mitglied sowohl des Technischen Komitees für Voltigieren als auch des Athletenkomitees.